# Takuya Miyamoto
Takuya Miyamoto (jap. 宮本 卓也 Miyamoto Takuya; ur. 8 lipca 1983). zm. 1 maja 2022 – japoński piłkarz występujący na pozycji obrońcy.

## Kariera klubowa
Od 2006 do 2013 roku występował w klubach Cerezo Osaka, Montedio Yamagata i Avispa Fukuoka.